# Acacia maidenii
Acacia maidenii ist eine Pflanzenart aus der Gattung Acacia in der Unterfamilie Unterfamilie der Mimosengewächse (Mimosoideae). Sie kommt nur an der Ostküste Australiens vor.

## Beschreibung

### Vegetative Merkmale
Acacia maidenii wächst als aufrechter oder verzweigter, immergrüner großer Strauch oder Baum, der Wuchshöhen von 5 bis 20 Meter erreichen kann. Die dunkelgraue bis grau-braune Borke ist bei jungen Bäumen glatt und wird mit zunehmendem Alter tiefrissig. Die hellbraune oder graue Rinde der kantigen Zweige ist spärlich behaart bis verkahlend und weist erhabene Lentizellen auf.
Die mehr oder weniger stark sichelartig gebogenen bis manchmal mehr oder weniger geraden, pergamentartigen bis dünn ledrigen Phyllodien sind bei einer Länge von selten 7 bis meist 10 bis 20 Zentimetern und einer Breite von meist 0,6 bis 2,5 Zentimetern sehr schmal elliptisch, elliptisch bis länglich-verkehrt-eiförmig. Die Blattbasis und meistens auch die Blattränder sind spärlich behaart. Die Blattspitze ist spitz bis annähernd spitz zulaufend. Auf dem Phyllodium befinden sich ein bis fünf erhabene, longitudinale Blattadern, von denen viele kleinere Adern abzweigen. Nahe der Blattbasis, etwa 0,6 bis 1 Zentimeter oberhalb des 0,1 bis 0,25 Zentimeter langen Pulvinus, befindet sich eine unauffällige Blattdrüse.

### Generative Merkmale
Die Blütezeit von Acacia maidenii erstreckt sich von Januar bis Juni. Die 2,5 bis 6 Zentimeter langen, ährigen Blütenstände enthalten locker angeordnet viele Blüten. Der weiß oder gelblich behaarte Blütenstandsschaft ist 0,5 bis 4 Millimeter lang.
Die blass-gelben Blüten sind radiärsymmetrisch und meist vierzählig mit doppelter Blütenhülle. Die meist vier dicht flaumig behaarten Kelchblätter sind 0,4 bis 0,6 Millimeter lang und auf drei Viertel bis zwei Drittel ihrer Gesamtlänge verwachsen. Die meist vier kahlen Kronblätter sind 1,2 bis 1,7 Millimeter lang und auf der Hälfte bis ein Drittel ihrer Gesamtlänge verwachsen. Das einzige Fruchtblatt ist dicht behaart.
Die verdrehten bis zu einer lockeren Spirale geringelten, ledrigen, der Länge nach gefurchten Hülsenfrüchte sind kahl oder spärlich behaart. Sie sind bei einer Länge von 5 bis 15 Zentimetern und einer Dicke von 0,2 bis 0,5 Zentimetern annähernd zylindrisch geformt. Die dunkelbraunen mit einer leicht rötlichen Färbung versehenen Samen sind bei einer Länge von 4 bis 5,5 Millimeter länglich bis breit-elliptisch. Der Arillus ist becherförmig.

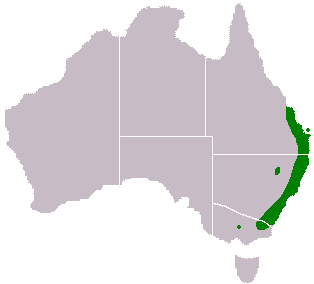
Verbreitungsgebiet von Acacia maidenii

## Vorkommen
Das natürliche Verbreitungsgebiet von Acacia maidenii liegt nur an dem Küstenregionen des östlichen Australiens. Es erstreckt sich dort von Proserpine in Queensland im Norden südwärts bis nach Orbost in Victoria. Westwärts reicht es bis an den 148. Längengrad. Acacia maidenii ist in Argentinien, Südafrika sowie in dem indischen Bundesstaat Tamil Nadu ein Neophyt.
Acacia maidenii wächst vor allem auf eher fruchtbaren Böden, welche sich über Basalt gebildet haben. Acacia maidenii gedeiht vor allem an den Rändern von küstennahen Regenwäldern.

## Nutzung und pflanzliche Inhaltsstoffe
Acacia maidenii eignet sich für Anpflanzungen als Straßenbaum.
Die Forscher Fitzgerald und Sioumis zeigten 1965, dass die Borke rund 0,6 Prozent des halluzinogenen Dimethyltryptamin und von N-Methyltryptamin enthält. Dies war der erste Nachweis dieser Stoffe bei einer „Akazienart“. Clark-Lewis und Dainis zeigten 1967 das Extrakt aus dem Kernholz 7,8,4?-Trihydroxyflavonol, Teracacidin und trans-4-Hydroxy-L-Pipecolinsäure enthält.

## Systematik
Die Erstbeschreibung von Acacia maidenii erfolgte 1892 durch Ferdinand von Mueller in Botanisches Centralblatt, Band 51, Seite 398. Ein Synonym für Acacia maidenii F.Muell. ist Racosperma maidenii (F.Muell.) Pedley. Das Artepitheton maidenii ehrt den britisch-australischen Botaniker Joseph Maiden.
Zu den nahe mit Acacia maidenii verwandten Arten gehören Acacia floribunda, die Langblättrige Akazie (Acacia longifolia) und Acacia longissima, von denen sie sich durch die auffälligen Lentizellen der Zweigrinde und den gelblichen Trichome der Blütenstandsschäfte unterscheiden lässt.